# Mi ciudad perdida
Mi ciudad perdida. Ensayos autobiográficos es una obra de relatos y artículos del escritor estadounidense Francis Scott Fitzgerald escritos en el período que abarca desde 1920 hasta 1936. Se publicó en 2011 en la editorial española Zut Ediciones. La autora de la edición es la filóloga y traductora Yolanda Morató. 

## Contenido
A pesar de ser un escritor antologado y profusamente traducido, muchos de los ensayos y artículos que componen la colección fueron inéditos en lengua española hasta el momento en que se publicó esta edición. Hay en ellos un reflejo de "sus esfuerzos por vivir de la literatura en los años posteriores a la mayor crisis del siglo XX, el crac del 29". En esta traducción aparecen según el orden establecido por Fitzgerald y son los siguientes:  
- Quién es quién y por qué
- Princeton
- Lo que pienso y siento a los 25
- Cómo vivir con 36.000 $ al año
- Cómo vivir con casi nada al año
- La imaginación… y unas cuantas madres
- «¡Espere a tener sus propios hijos!»
- Cómo desperdiciar material. Una nota sobre mi generación
- Cien comienzos en falso
- Ring
- Una breve autobiografía (con mis agradecimientos a Nathan)
- Las chicas creen en las chicas
- Mi ciudad perdida
- «Acompañen al señor y a la señora Fitzgerald a la número…»
- Ecos de la Era del Jazz
- La quiebra
- Unir una cosa con otra
- Trátese con cuidado

## Recepción crítica
Como destaca Marina Martínez de la lectura del prólogo:
En ellos, muestra su rostro más personal frente a las crónicas sociales por las que ha pasado a la historia de la literatura. Los ensayos descubren su desconfianza en el sistema familiar estadounidense, su relación de amor-odio con el dinero, el impacto de las prohibiciones en la juventud o la conciencia de pertenecer a una nueva generación de escritores.

El crítico Ignacio Garmendia reseñaba que esta edición 
permite acceder a piezas deliciosas y hasta ahora inéditas como Princeton, ¡Espere a tener sus propios hijos! o Las chicas creen en las chicas, donde Fitzgerald se muestra ligero e irónico, pero también como un escritor meticuloso y autoconsciente, familiarizado con la literatura de su tiempo y lúcidamente crítico --pesimista, en efecto, pero consciente de las responsabilidades de su generación-- respecto de la sociedad que lo rodea, lejos por tanto de la imagen estereotipada que lo retrata como a un borrachuzo exquisito y frívolo al que se le secó el genio. Una imagen no inexacta pero claramente incompleta.
La edición publicada por Zut incluye, además, un prólogo sobre la génesis y desarrollo del proyecto -"F. Scott Fitzgerald: entre el boom y el gloom" - y un anexo con el origen de los artículos y lo que Fitzgerald cobró por cada uno de ellos. 